# Casey Toohill
Casey Joseph Toohill (San Diego, 22 agosto 1996) è un giocatore di football americano statunitense che milita nel ruolo di defensive end per i Buffalo Bills della National Football League (NFL).

## Carriera

### Philadelphia Eagles
Toohill al college giocò a football a Stanford dal 2015 al 2019. Fu scelto nel corso del settimo giro (233º assoluto) del Draft NFL 2020 dai Philadelphia Eagles. Il 13 ottobre 2020 fu svincolato.

### Washington Football Team/Commanders
Il giorno successivo Toohill firmò con il Washington Football Team. La sua stagione da rookie si chiuse con 2 tackle in 9 presenze.
Nel sesto turno della stagione 2023, Toohill mise a segno due sack su Desmond Ridder nella vittoria sugli Atlanta Falcons.

### Buffalo Bills
Il 19 marzo 2024 Toohill sfirmò un contratto di un anno con i Buffalo Bills.